# Piero Ceccarini
Piero Ceccarini (nacido el 20 de octubre de 1953) es un ex-árbitro de fútbol italiano. Nació en Livorno. Entre 1988 y 1999 empezó a arbitrar partidos de la Serie B y la Serie A.

## Carrera
Arbitró su primer partido en Serie A en 1989, y arbitró la final de Copa de Italia 1997, y la final de la supercopa de Italia en 1996. Arbitró la final de la Recopa de Europa 1994-95, entre Real Zaragoza y Arsenal en París.
Fue designado para final de la Supercopa de Europa 1997, entre Barcelona y Borussia Dortmund.
En 1996 representa a la FIGC durante el campeonato europeo de fútbol en Inglaterra, están entre los doce árbitros seleccionados para la competencia. Fue designado para dirigir el partido entre España y Bulgaria, que tuvo lugar en Leeds el 9 de junio de 1996.